# Jambangan
Jambangan é um kecamatan (subdistrito) da cidade de Surabaia, na Província Java Oriental, Indonésia.

## Keluharan
Jambangan possui 4 keluharan:
- Pagesangan
- Kebonsari
- Jambangan
- Karah